# گروه متین

گروه متین

گروه متین(به انگلیسی: Methine group) یک گروه عاملی در شیمی آلی است که در آن اتم کربن وسط با یک اتم کربن و یک اتم هیدروژن پیوند یگانه و با اتم کربن دیگر پیوند دوگانه دارد. همچنین بر اساس سیستم نامگذاری آیوپاک این گروه با نام‌های متیلیلیدن(methylylidene) و متانیلیلیدن(methanylylidene) نیز شناخته می‌شود.